# Pont de Guixeres
El Pont de Guixeres és una obra de Sant Miquel de Campmajor (Pla de l'Estany) inclosa a l'Inventari del Patrimoni Arquitectònic de Catalunya.

## Descripció
Restes d'un pont al veïnat de Roca-Guixeres. Per arribar-hi, s'ha d'agafar la carretera de Sant Miquel al Collell. Al km 2,4 hi ha un trencall que porta fins al veïnat de Roca. Cal agafar aquesta carretera i, després d'una petita baixada, hi ha una bifurcació; s'ha d'agafar la que queda a la dreta. Als 600 m i després de passar la Caseta, hi ha un petit rierol. A mitja pujada passat aquest rierol hi ha un petit replà on es pot deixar el cotxe. Després d'entrar al bosc, a mà esquerra es troben les restes del pont.
Només es conserva part de l'estructura i de l'arrencada de l'arc central del pont, desaparegut. La llum de l'arc era de 10,70 m, i l'amplada del basament de la construcció, de 1,50 m. El pont està construït amb petits carreus de pedra sense treballar; els dels cantoners, en canvi, són de dimensions més grans i ben escairats.
A pocs metres del pont es troben les restes d'almenys dos pous de calç.

## Història
Tot i que no s'han trobat documents que mencionin el pont, sí que hi ha dades de la història del Mas Guixeres (al collet de Guixeres), sota el qual es troba el pont. El paratge on es troba aquest mas era un pas important que comunicava la vall de Campmajor amb Merlant i Serinyà. El 889 ja s'esmenta el vilar de Gissaias en un precepte del rei Odó, i se sap que al segle XVII, la masia ja es trobava al seu màxim apogeu. Es troba gairebé en ruïnes.